# Armored Core VI: Fires of Rubicon
Armored Core VI: Fires of Rubicon ist ein Mecha-basiertes Action-Kampfspiel, das von FromSoftware entwickelt und 2023 von Bandai Namco Entertainment veröffentlicht wurde.

## Spielprinzip
Die Spieler schlüpfen in diesem Spiel in die Rolle von erfahrenen Piloten, die starke Mechs steuern, die als „Armored Cores“ bekannt sind. Die große Flexibilität bei der Modifikation dieser Mechs durch den Einsatz verschiedener Teile ermöglicht es den Spielern, ihre Fähigkeiten zu verbessern und zu schärfen.
Ein hervorstechender Aspekt des Spiels ist die Möglichkeit, seine Mechs mit einer Reihe von Waffen auszurüsten. An jedem Arm und auf dem Rücken des Mechs stehen zwei Steckplätze für diese Waffen zur Verfügung. Das breite Waffenarsenal der Spieler gewährt ihnen strategische Freiheit im Kampf.

## Handlung
Armored Core VI ist in einer Zukunft angesiedelt, in der die Menschheit eine interstellare Zivilisation entwickelt hat. Auf dem Grenzplaneten Rubicon 3 wurde eine Substanz namens Coral entdeckt, die sowohl als Energiequelle als auch als Datenleitung genutzt werden kann. Coral wurde als Schlüssel zum technologischen Fortschritt der Menschheit gepriesen, aber stattdessen verursachte es ein katastrophales Ereignis, bekannt als die Feuer von Ibis, die den Planeten und das umliegende Sternensystem in Flammen aufgehen ließen und eine tödliche Kontamination hinterließen. Man ging davon aus, dass die gesamte Welt durch die Katastrophe vernichtet wurde. Fünfzig Jahre später jedoch werden auf Rubicon 3 erneut Anzeichen von Coral entdeckt. Unternehmen versuchen, den Planeten auszubeuten und das Coral zu kontrollieren, ohne Rücksicht auf die Kosten und den Schaden für die Bewohner, und Söldner folgen, um von dem Konflikt zu profitieren.

## Entwicklung
Das Spiel wurde bei den The Game Awards 2022 im Dezember offiziell angekündigt. Regie bei Armored Core VI führte Masaru Yamamura, der nach seiner Tätigkeit als Lead Game Designer bei Sekiro: Shadows Die Twice sein Debüt in dieser Rolle gab. Er löste Miyazaki ab, der die Entwicklung zunächst leitete.

## Rezeption
Laut Metacritic bekam die PC-Version eine Bewertung von 88/100, die PS5-Version eine Punktzahl von 86/100 und die Xbox Series bekam 82/100 Punkte. Die Windows-Version verkaufte sich in über zwei Wochen mehr als 1,3 Millionen Mal. Bis Oktober 2023 wurden weltweit ca. 2,8 Millionen Einheiten abgesetzt.
| Jahr | Award                       | Kategorie                    | Ergebnis   | Ref.   |
| ---- | --------------------------- | ---------------------------- | ---------- | ------ |
| 2023 | Golden Joystick Awards      | Ultimate Game of the Year    | Nominiert  | [ 16 ] |
| 2023 | Golden Joystick Awards      | Best Storytelling            | Nominiert  | [ 16 ] |
| 2023 | Golden Joystick Awards      | PlayStation Game of the Year | Nominiert  | [ 16 ] |
| 2023 | The Game Awards 2023        | Best Action Game             | Gewonnen   | [ 17 ] |
| 2024 | 27th Annual D.I.C.E. Awards | Action Game of the Year      | Ausstehend | [ 18 ] |